# 瓦西拉维奇·阿兰塔纳旺
瓦西拉维奇·阿兰塔纳旺（2000年10月10日—），昵称Ryu，现就读于泰国法政大学新闻与大众传播学院的泰国男演员、歌手兼模特，曾入选泰国国家青年队的乒乓球运动员。曾为限定男团Nine by Nine（9x9）第九位成员，现为泰国第3电视台旗下男艺人。

## 早年经历
小时候的瓦西拉维奇是个游戏发烧友，他的父亲为了让减少他玩游戏的时间而让他尝试羽毛球、网球、足球、跆拳道等运动。瓦西拉维奇自9岁开始打乒乓球，14岁入选泰国国家青年队。后来，他因为想自食其力付清大学学费而开始担任模特儿。限定男团Nine by Nine解散后，他便与泰国第3电视台签约，成为该台旗下艺人。

## 演艺经历
2018年3月21日，瓦西拉维奇成为限定男团Nine by Nine的第九位成员，合约为期一年。
2018年3月22日，与Nine by Nine其它八位成员一同在曼谷国际时装周走秀。
2018年，与Nine by Nine其它八位成员一同参演Nadao Bangkok制作的首个主流黄金时段剧集《兄弟情浓于血》。他在剧中饰演家族的孙子Macao。
2020年7月31日，与玛缇娜·丹迪布拉素、塔宁·门罗恩斯领衔主演，由玛娜莎楠·潘叻翁固（Donut）执导的都市情感剧《真爱初现》正式开机，他在剧中饰演乒乓球运动员Tam。这是继瓦西拉维奇与泰国第3电视台签约以来的首部剧集作品。

## 影视作品

### 电影
| 年份   | 片名                   | 角色 | 性质 | 备注                           |
| ------ | ---------------------- | ---- | ---- | ------------------------------ |
| 2018年 | 《我的真心朋友：上部》 | Gun  | 主角 | 翻拍自2012年泰国电影《斗青春》 |

### 电视剧
| 年份   | 剧名                   | 角色    | 播放平台      | 性质 |
| ------ | ---------------------- | ------- | ------------- | ---- |
| 2018年 | 《兄弟情浓于血》       | Macao   | One 31        | 主角 |
| 2020年 | 《真爱初现》           | Tum     | 泰国第3电视台 | 主角 |
| 2023年 | 《湄南河的子民2023》   | Raphee  | 泰国第3电视台 | 主角 |
| 2023年 | 《醫愛之名》           | Trai    | 泰国第3电视台 | 主角 |
| 2025年 | 《达拉：死亡与花》     | Sarath  | Netflix       | 主角 |
| 待定   | 《日落星啟》           | Khimhan | 泰国第3电视台 | 主角 |
| 待定   | 《邂逅愛情天堂島2025》 |         | 泰国第3电视台 | 主角 |

### 引用
1. ↑  Int, F. K. Z. . Motomotion. 2019-02-13  [2019-05-25]. （原始内容存档于2020-10-27） （英语）.
2. ↑  . 泰国日报. 2021-09-28  [2023-03-04]. （原始内容存档于2023-03-04） （泰语）.
3. ↑  . The Matter. 2018-02-28. （原始内容存档于2021-07-16） （泰语）.
4. ↑  . GQ Thailand. 2025-01-23 （泰语）.
5. ↑  . About Netflix. 2025-01-23 （英语）.
6. ↑  . About Netflix. 2025-01-30 （英语）.